# Nicolas Pascarel
Nicolas Pascarel (* 13. července 1966, Paříž, Francie) je francouzský fotograf.

## Životopis
V roce 1988 se seznámil s italskou herečkou Laurou Betti, která mu pomohla stát se fotografem s příběhem o sousedech města Říma. Po roce stráveném v Římě se vrátil zpět do Francie. V letech 1996 - 1997 žil v Havaně, kde nafotil cyklu "Moros y Cristianos". Po návratu z Kuby navštívil několikrát jihovýchodní Asii. Vedl workshopy v letech 2000 a 2002 v kambodžském Phnom Penh, 2002 a 2008 v Bangkoku a Chiang Rai v Thajsku a 2005 a 2006 v Ho Či Minově Městě ve Vietnamu .
Vystavoval na více než 40 výstavách ve Francii, Kubě, Číně, Vietnamu, Itálii, Nizozemsku, Španělsku, Německu, Thajsku, Singapuru, Indonésii, Kambodži a USA. Je autorem dokumentárního díla o Kambodži - Durant la Pluie (During the rain), z roku 2004. V roce 2006 založil sdružení Fotoasia pro spolupráci evropských a asijských fotografů.

## Galerie

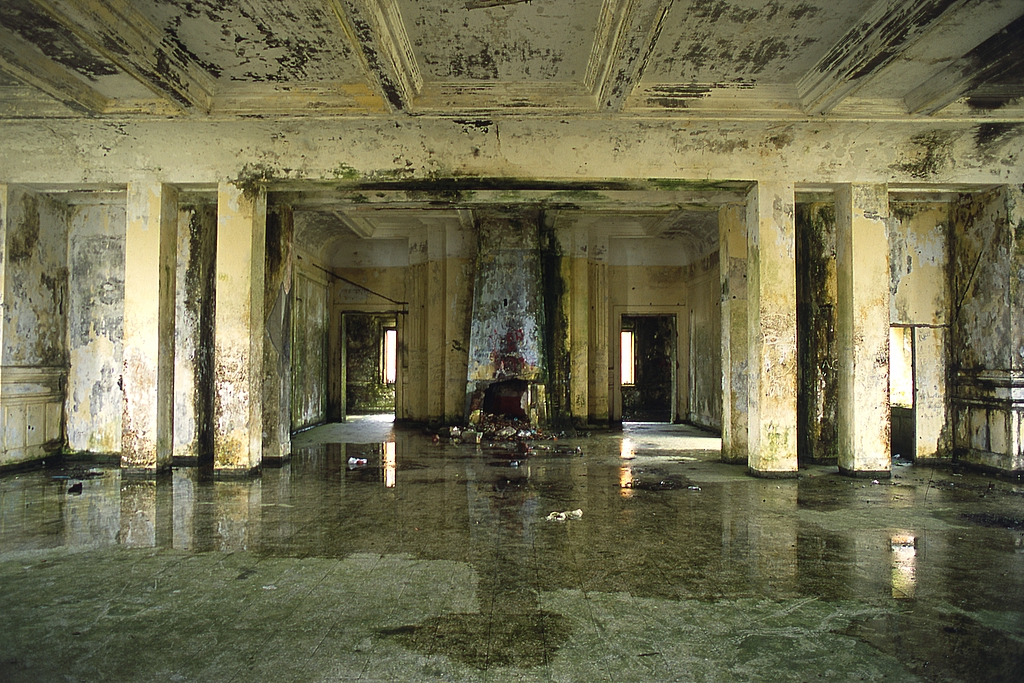
Bokor casino
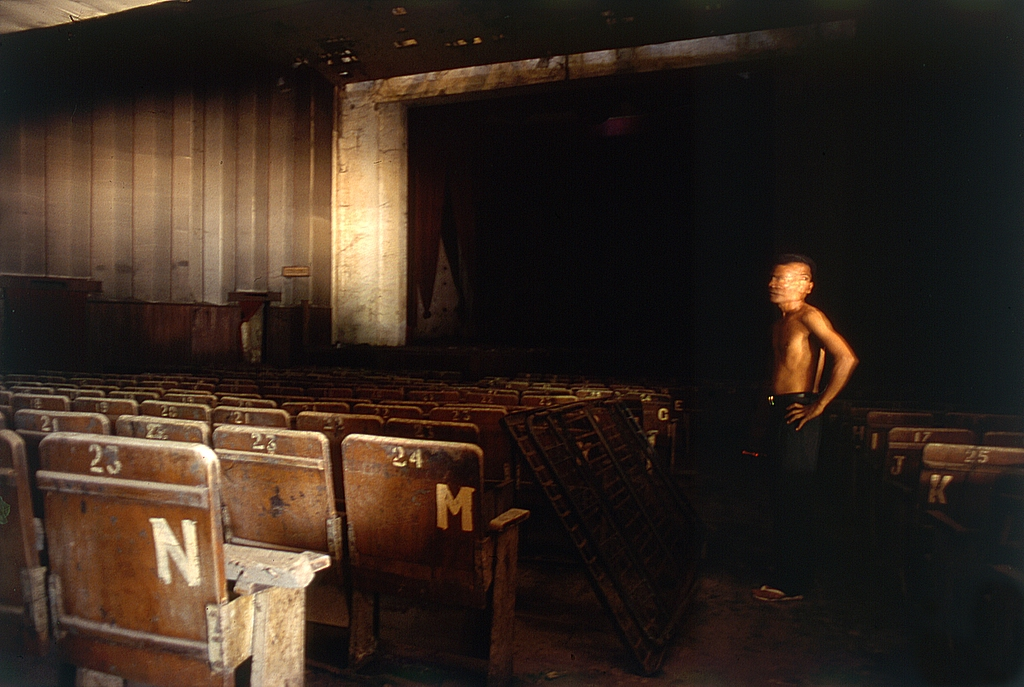
Cinema le rex interior
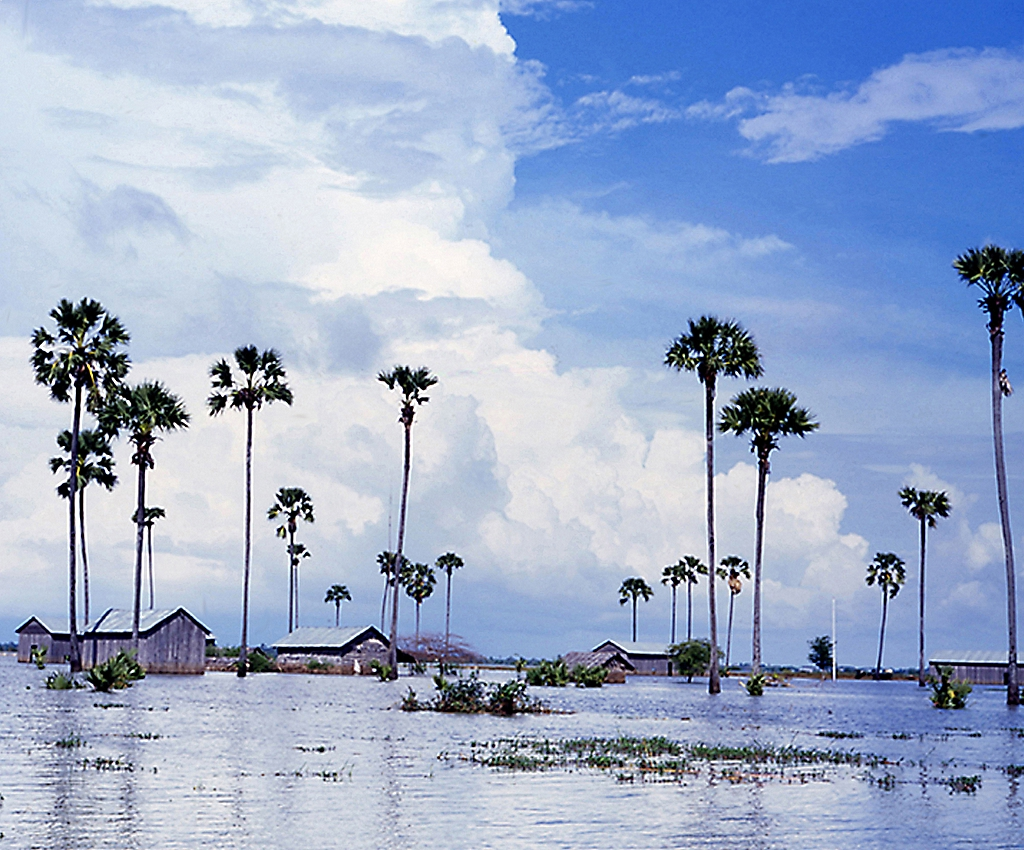
Kampong Speu
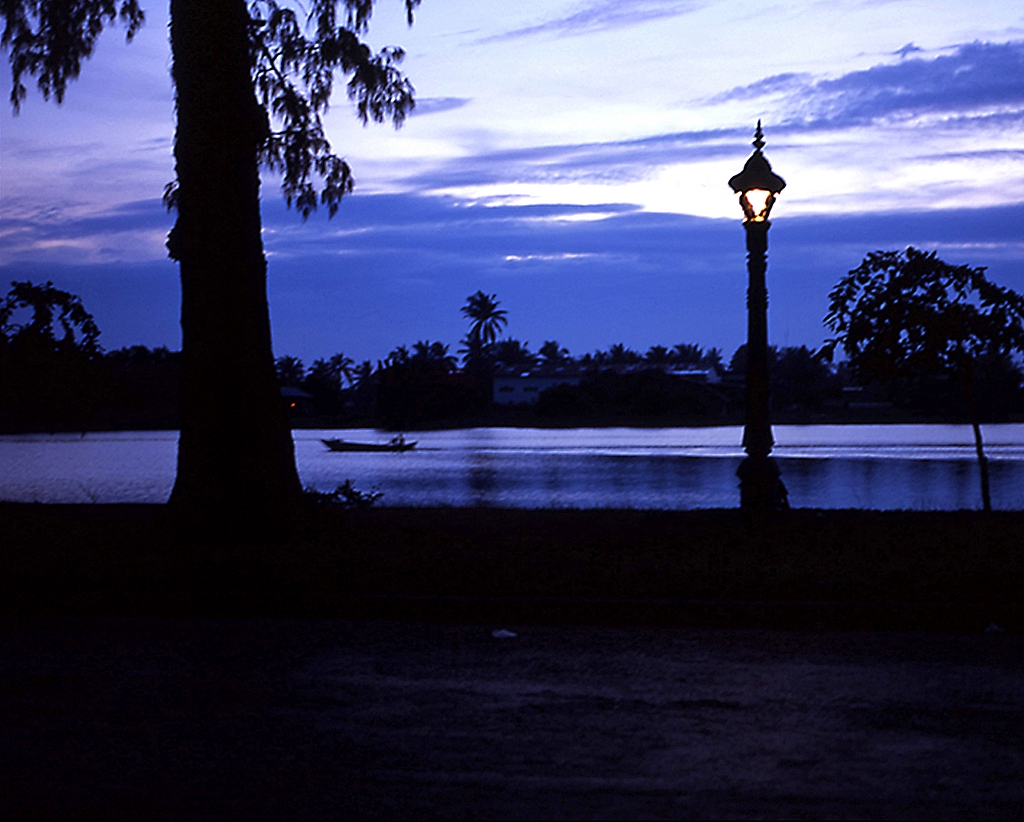
Kampot riverside
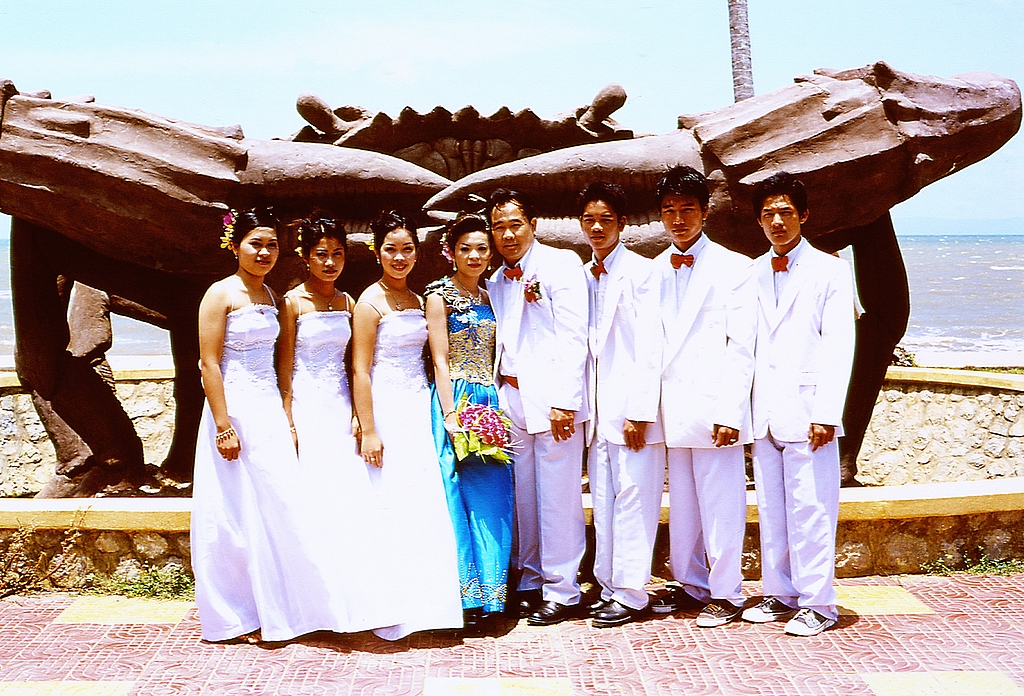
Kep wedding
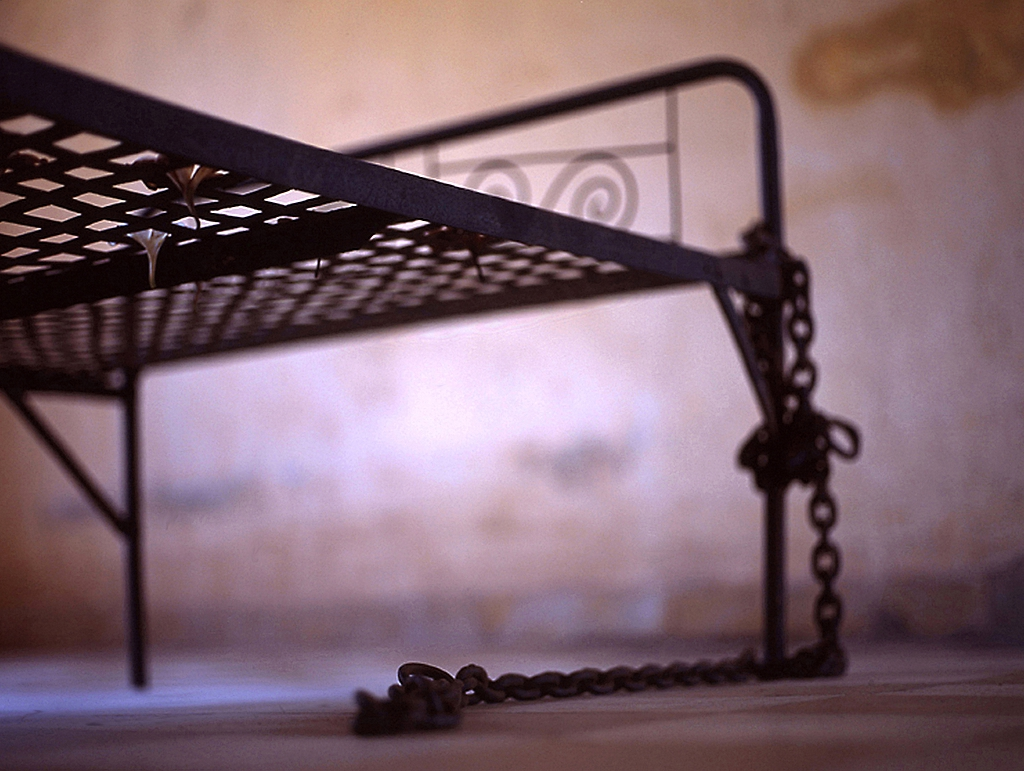
Tuol sleng chains